# Población (subdelegación)
Población fue una de las subdelegaciones que integró el antiguo departamento de San Fernando.
El territorio de la subdelegación fue organizado por decreto del presidente Arturo Alessandri Palma el 23 de mayo de 1921.

## Historia
La subdelegación fue creada por decreto supremo del 23 de mayo de 1921, con parte de los territorios de las subdelegaciones de Calleuque y Peña Blanca. El documento asimismo determinó la creación de la comuna de Población.
El Decreto con Fuerza de Ley N.º 8.583 del 30 de diciembre de 1927 redistribuye el territorio del departamento de San Fernando y Santa Cruz. El territorio de esta subdelegación pasa al departamento de Santa Cruz y su territorio es fusionado con la comuna-subdelegación de Peralillo.

## Administración
La administración del territorio estaba a cargo del subdelegado, subordinado al gobernador departamental y nombrado por él. Duraban dos años en el cargo, aunque también podían ser nombrados indefinidamente. Podían ser removidos por el gobernador, quien debía dar cuenta de esto al intendente provincial. Los distritos, en tanto, eran regidos por un inspector, quien respondía a las órdenes del subdelegado, quien tenía la potestad de nombrarlos o removerlos dando cuenta al gobernador departamental.